# Boards of Canada
Boards of Canada (kurz BoC) ist ein schottisches Electronica-Duo, bestehend aus den Brüdern Michael (* 1. Juni 1970) und Marcus Eoin Sandison (* 21. Juli 1971). Ihre Musik wird vorrangig den Genres IDM, Ambient und Downtempo zugeordnet. Die Band veröffentlichte auch unter dem Pseudonym Hell Interface.

## Stil
Kennzeichnend für die Musik sind meist ein niedriges Tempo, Hip-Hop-inspirierte Rhythmen und verspielte Melodien. Von den meisten Hörern wird der Musik eine psychedelische Qualität zugeschrieben, außerdem wird sie oft mit Kindheitserinnerungen und Nostalgie assoziiert. Wesentlich dafür ist neben den Melodien auch der kreative Einsatz von Samples, vor allem aus Film und Fernsehen. Die gesampleten Passagen sind oft kaum wahrnehmbar und teilweise verfremdet (z. B. rückwärts abgespielt) im Hintergrund der Songs eingebunden und erzeugen so eine organische Atmosphäre, manchmal auch eine Art diffuse Beklemmung (vor allem auf dem Album Geogaddi). Dies führt auch dazu, dass viele Fans im Internet gemeinsam versuchen, den Inhalt der Textpassagen zu entschlüsseln und spekulative Theorien über deren Bedeutung aufstellen.

## Geschichte
Die beiden Musiker verheimlichten jahrelang, dass sie Geschwister sind. Erst mit der Veröffentlichung des vierten Albums The Campfire Headphase gaben beide bekannt, dass sie Brüder seien. Sie hätten diesen Fakt zu Beginn ihrer Karriere verschwiegen, um nicht voreilig mit den Gebrüdern Hartnoll von Orbital verglichen zu werden.
Die Zusammenarbeit der Brüder entsprang der gemeinsamen Vorliebe für Filme, Serien und Dokumentationen. In den 1970er und 1980er Jahren haben beide mit der Vertonung selbst produzierter Kurzfilme ihre ersten musikalischen Schritte gemacht. Die eigenen Filme wurden immer länger und es folgten größere Fotodokumentationen, bei denen Boards of Canada stets die Musik beisteuerten. Ab den späten 1980er Jahren bildete sich eine Musiker-Gemeinschaft mit oft wechselnder Besetzung heraus. Der Kern der Gruppe bestand jedoch stets aus Marcus Eoin (Schlagzeug) und Mike Sandison (Bass).
Der Bandname leitet sich von National Film Board of Canada ab, der staatlichen Filmbehörde zur Förderung der kulturellen und gesellschaftlichen Darstellung Kanadas, deren Naturdokumentationen einen wesentlichen Einfluss auf das Schaffen der beiden hatten.
Ab den 1990er Jahren traten BoC auf verschiedenen Festivals mit eigenen Audio-Video-Installationen auf. In Schottland entstand das Pentland Hills Hexagon Sun getaufte Studio. Das eigene Label, unter dem sie nun erstmals veröffentlichen, nennt sich Music70. Hier werden die erste EP und Soundtracks herausgegeben. 1996 landet ihre erste EP Twoism durch Zufall auf dem Schreibtisch von Sean Booth (Autechre), der damals unter anderem bei Skam Records veröffentlichte. Daraufhin erhielten BoC einen Plattenvertrag bei dem Label.
Ab 1998 veröffentlichten sie gemeinsam auf Skam und Warp Records ihre erste LP Music Has the Right to Children, welche von der Fachpresse als Album des Monats gefeiert wurde. Die Musikzeitschrift NME nahm ihr Debütalbum in die Top 25 der psychedelischen Alben auf, auf der sich unter anderem auch Alben der Byrds, der Beatles oder von My Bloody Valentine finden.

## Diskografie (Auswahl)

### Alben
- 1995: Twoism
- 1998: Music Has the Right to Children (UK: Gold)
- 2002: Geogaddi
- 2005: The Campfire Headphase
- 2013: Tomorrow's Harvest

### EPs
- 1996: Hi Scores
- 1998: Aquarius
- 1998: Telephasic Workshop
- 1999: Peel Session
- 2000: In a Beautiful Place out in the Country
- 2006: Trans Canada Highway